# 477 a.C.
Il 477 a.C. (CDLXXVII a.C. in numeri romani) è un anno  del V secolo a.C.

## Eventi
- Nascita della lega delio-attica
- Roma: 
  - consoli Gaio Orazio Pulvillo e Tito Menenio Agrippa Lanato.
  - battaglia del Cremera tra Veienti e forze romane. Le truppe romane interamente composte da membri della gens Fabia e da loro clienti sono sconfitte
  - i Veienti occupano il Gianicolo

## Morti
- Cesone Fabio Vibulano, politico e militare romano
- Marco Fabio Vibulano, politico romano
- Itoku, imperatore giapponese (n. 553 a.C.)